# Галаборська сільська рада
| Галаборська сільська рада — колишній орган місцевого самоврядування у Берегівському районі Закарпатської області з адміністративним центром у с. Галабор. Сільській раді були підпорядковані населені пункти: - с. Галабор |

## Склад ради
Рада складалася з 14 депутатів та голови.

## Керівний склад сільської ради
| ПІБ                   | Основні відомості                                                 | Дата обрання | Дата звільнення |
| --------------------- | ----------------------------------------------------------------- | ------------ | --------------- |
| Товт Бейло Степанович | Сільський голова, 1955 року народження, освіта, безпартійний      | 26.03.2006   | 31.10.2010      |
| Товт Бейло Степанович | Сільський голова, 1955 року народження, освіта вища, безпартійний | 31.10.2010   |                 |

Примітка: таблиця складена за даними джерела